# Alamut (powieść)
Alamut – powieść słoweńskiego pisarza Vladimira Bartola, wydana w 1938 r. i opowiadająca historię Hasana ibn Sabbaha i sekty asasynów. Tytuł powieści nawiązuje do nazwy twierdzy, będącej ośrodkiem asasynów. Utwór początkowo nie odniósł większego sukcesu, jego popularność wzrosła, najpierw w Słowenii, a później na świecie, dopiero po ataku terrorystycznym na World Trade Center 11 września 2001 r. ze względu na wczesne podniesienie w literaturze europejskiej kwestii terroryzmu islamskiego.
Powieść przełożona na język polski przez Joannę Sławińską i Joannę Pomorską, (z posłowiem napisanym przez Zdzisława Darasza), wydana w 2022 przez wydawnictwo Noir Sur Blanc w Warszawie.

## Alamut
Powieść mówi o perskiej twierdzy XI wieku o nazwie Alamut, gdzie przywódca sekty ismaelitow Hasan ibn as-Sabah zbiera wojsko potrzebne do planowanego napadu na cesarstwo Seldżuków, którzy opanowali Iran. Do twierdzy przybywa także młody ibn Tahir, który później zostaje wybrany przez Hasana do oddziału najbardziej odważnych żołnierzy. W oddziale tym wymagane jest, aby żołnierze byli w stanie poświęcić wszystko, nawet własne życie dla wyższej idei. Obiecuje się im także, że jeśli poświęcą życie otrzymają nagrodę nieba, gdzie będą rozkoszować się piciem, jedzeniem, lenistwem i rajskimi niewiastami. Wszyscy w to wierzą, ponieważ Hasan odurza ich haszyszem i przenosi do królewskich ogrodów znajdujących się za twierdzą. W nich bowiem przygotował scenerię, imitację niebios, nie zapominając o rajskich niewiastach, hurysach. Żołnierze wierzą, że Alah Hasan po określonym czasie zabierze ich do niebios na zawsze. Między nimi a hurysami zawiązują się więzy miłosne które Hasan okrutnie wykorzystuje. Aby żołnierze sułtana seldżuckiego, których pojmano w trakcie napadu poznali jaką moc posiada Hasan, ten rozkazuje jednemu ze swoich wojowników rzucić się z wieży. Myśląc, że będzie wiecznie w raju razem ze swoją miłością nie namyśla się długo. Później Hasan posyła Ibn Tahira, najlepszego ze swoich żołnierzy, aby zabił Nizama al-Mulka, wezyra sułtana, który w przeszłości go zdradził. Ibn Tahir idzie wykonać rozkaz, wezyr jednak tuż przed śmiercią wyjawia mu prawdę o planie Hasana. Żołnierz podejmuje decyzję o uśmierceniu Hasana i powrocie do Alamutu. Hasan go przyjmuje i mówi mu o prawdziwym znaczeniu jego nauki: Nic nie jest prawdziwe, wszystko jest dozwolone. Pozwala żołnierzowi odejść i ibn Tahir wyrusza w świat. Sułtan seldżucki zostaje zamordowany przez innego żołnierza i państwo tureckie rozpada się. Zaczyna się bitwa o objęcie władzy. Hasan zamyka się w wieży, gdzie będzie przebywał do śmierci, zamknięty na zewnętrzny świat. Władzę nad ismaelitami dzieli natomiast pomiędzy ważnych religijnych i wojskowych dowódców.

## Kultura popularna
Książką inspirowali się twórcy gier komputerowych z serii Assassin’s Creed Francuskiego studia Ubisoft